# Habreuresis
Habreuresis Millidge, 1991 è un genere di ragni appartenente alla famiglia Linyphiidae.

## Distribuzione
Le due specie oggi attribuite a questo genere sono state reperite in Cile.

## Tassonomia
A dicembre 2011, si compone di due specie:
- Habreuresis falcata Millidge, 1991[3] — Cile
- Habreuresis recta Millidge, 1991 — Cile